# Geografía de Nicaragua
La República de Nicaragua es un país constituido como estado unitario que se ubica en el propio centro del istmo centroamericano. Limita al norte con Honduras, al sur con Costa Rica, al este del océano Atlántico y, al oeste, con el océano Pacífico. Su parte más septentrional es el cabo de Gracias a Dios y la más meridional el río San Juan, en el municipio de San Juan de Nicaragua.

## Historia de la época colonial
Desde los historiadores en época de la colonia, posteriormente el mismo Mark Twain y con la llegada masiva de nuevos colonizadores provenientes de toda Europa en la época de la República en el siglo XIX, la variedad y la belleza de este país centroamericano ha gozado de la mayor reputación. 
Efectivamente en Nicaragua se encuentran desde sabanas hasta montañas vírgenes con especies autóctonas; goza de tener el lago más grande de América Central y el Caribe, con especies exóticas como el tiburón de agua dulce; mesetas aún despobladas con clima primaveral todo el año en las regiones Central y Pacífico, incluyendo zonas frías; playas aún vírgenes e impresionantes, donde actualmente se está asentando una oleada de nuevos colonizadores provenientes principalmente de Europa y Canadá, aprovechando además los bajos costos de los terrenos; volcanes activos; islas impresionantes y también poco exploradas aún como Ometepe, Zapatera, Isletas de Granada, Islas del Maíz, etc. 
Una inmensa parte de lo mejor del territorio aún no se explota desde el punto de vista turístico. Aunque el gobierno y los mismos nicaragüenses probablemente no lo han notado y explotado, el potencial turístico de Nicaragua es uno de los más grandes en el continente americano, superando con mucho incluso el ya explotado de sus países vecinos como Costa Rica y Guatemala, y hasta Jamaica y Puerto Rico, entre otros, a juzgar por lo referido por quienes lo han visitado. 
No obstante, el número de turistas, personas que se están asentando en el país (principalmente de Europa y Norteamérica) crece y la infraestructura se desarrolla aceleradamente.

## Ciudades
Managua, la capital, tiene más de un millón de habitantes. Las ciudades importantes son: León, Masaya, Matagalpa, Jinotega, Puerto Cabezas, Chinandega, Granada y Estelí. Otras ciudades importantes son: Boaco, Juigalpa, Bluefields, Rivas, Jinotepe, San Carlos, Ocotal y Somoto.

## Hidrografía
La denominada depresión lacustre se extiende desde el Golfo de Fonseca, en el NO del país, hasta la desembocadura en el Caribe del río San Juan, en el SE. El sector más hundido de este vasto valle, próximo al Eje volcánico, se emplazan los grandes lagos Xolotlán y Cocibolca.

### El lago Cocibolca o Nicaragua
El lago Cocibolca o Nicaragua está situado a 31 m de altitud y es, con una superficie de 8264 km², el mayor del país y de Centroamérica. Su formación se debe al proceso sedimentario de mantos eruptivos, que, en el Cuaternario, cerraron una bahía oceánica. Tiene forma elipsoidal y se orienta de NO a SE, con una longitud de 160 km en su eje mayor y una profundidad máxima de 60 m. Es el único lago del mundo que presenta fauna oceánica adaptada a agua dulce. Los principales accidentes geográficos de sus costas son la península y bahía de Asese. Recoge las aguas de los ríos Malacatoya, Tecolostote, Mayales, Estero Grande, Acoyapa, Catarina y Camastro y Tule, así como numerosos ríos que tienen sus fuentes en territorio costarricense, entre ellos: Sábalos, Sapoa, Cárdenas, Mena, Orosi, Cañas, Pizote, Papaturro, Guacalito y El Xapote. Posee miles de islas, entre las que destacan:
- Ometepe: (la mayor isla volcánica dentro de un lago, con 276 km²) en realidad es una enorme ínsula formada por las continuas erupciones de los volcanes Concepción y Maderas.
- Zapatera: con una altura de 630 m, en la cual se han hallado restos arqueológicos.
- Isletas de Granada: unos 300 islotes formados por las erupciones del volcán Mombacho, algunos de ellos están habitados y constituyen una importante fuente turística para la zona.
- Solentiname: Una treintena de islas del otro lado del lago, que sirve de punto de encuentro para pintores, poetas y artesanos.

### El lago Xolotlán o Managua
El lago Xolotlán o Managua está situado a 40 m de altitud, ocupa una superficie de 1025 km² y su profundidad máxima es de 30 m. En su ribera septentrional se alza el volcán Momotombo y en las proximidades del litoral se encuentra la isla Momotombito. En la ribera sur se alza la capital del país, Managua. 
Sus principales accidentes geográficos son: península de Chiltepe y punta Huete. 
Los principales cursos fluviales son: Sinecapa, Viejo, Pacora y San Antonio. Su emisario es el río Tipitapa, que lo comunica con el lago Cocibolca. 
Sus aguas están contaminadas debido al descargue de aguas servidas procedentes de la ciudad de Managua. En 2009, después de 80 años de contaminación, entró en funcionamiento una planta de tratamiento.

### Otras fuentes de agua
Además se cuenta con un lago artificial de Apanás y muchas lagunas de origen volcánico como Apoyo y Masaya en el departamento de Masaya, Asososca, Tiscapa, Apoyeque y Nejapa en el departamento de Managua.

## Las regiones

Mapa topográfico de Nicaragua, con los principales accidentes de su geografía.

### Región Pacífico
La región del Pacífico se caracteriza por ser la región volcánica y lacustre del país. 
El primer volcán es el Cosigüina, ubicado en la península de Cosigüina en el Golfo de Fonseca; le sigue la cadena volcánica de los Marrabios, que termina con el Momotombito, un islote en el lago Xolotlán; le siguen otros volcanes, como el Masaya, el Maderas y Concepción, estos dos últimos forman la isla de Ometepe, en el lago Cocibolca. 
Los ríos de esta región son cortos, siendo los principales: el Negro, el Estero Real, el Viejo y el Tipitapa; el cual une los dos grandes lagos por el Paso de Panaloya. 
El lago Cocibolca sirve como fuente al río San Juan, que desemboca en el mar Caribe.

### Región Central
La región Central norte presenta regiones secas en las Segovias y montañosas y húmedas en los departamentos de Jinotega y Matagalpa. Estas zonas sirven de fuente a dos grandes ríos: el Coco o Segovia y el Grande de Matagalpa. La región de las Segovias (Madriz y Nueva Segovia) presenta la cordillera de Dipilto y Jalapa, que sirve de frontera con Honduras; en Jinotega se tiene la cordillera Isabelia y en Matagalpa se encuentra la cordillera Dariense.
La región Central sur es también montañosa y sirve de fuente para otro gran río: el Escondido, a través de sus tres fuentes el Siquia, el Mico y el Rama. A lo largo de esta región se desplaza la cordillera Amerrisque o Chontaleña.

### Región Caribe
La región Caribe (oriental o atlántica) es una gran planicie cubierta de grandes bosques, presentándose grandes ríos que corren por sus tierras. Entre los principales ríos que corren y desembocan esta región se tienen: Coco de más de 600 km de largo, el más largo de Centroamérica, Wawa, Kukalaya, Prinzapolka, Bambana, Grande de Matagalpa, Kurinwás, Escondido y sus afluentes Siquia, Mico y Rama, Punta Gorda y San Juan. En la parte norte de esta zona se encuentran parte de las cordilleras Isabelia y Dariense y, hacia el sur, un ramal de la cordillera Chontaleña; en la región central y Caribe meridional el río San Juan, con 192 km de largo, es el más caudaloso de Centroamérica y su ribera sur en parte de su recorrido hace frontera con Costa Rica.

## Clima

Mapa de Köpen de climas de Nicaragua. En azul oscuro, clima ecuatorial, con lluvias todo el año; en azul medio, clima monzónico, y en azul claro, tropical de sabana.

Nicaragua tiene clima tropical, cálido todo el año, con temperaturas que varían poco, salvo por la altitud. La tierra caliente es característica de las llanuras y colinas desde el nivel del mar hasta 750 m de altitud, con medias mínimas entre 21 y 24.ºC. La tierra templada se halla entre 750 y 1600 m, y la tierra fría, por encima de 1600 m, con mínimas que pueden bajar de 15.ºC.
El invierno dura de noviembre a enero, la primavera, más cálida, de marzo a mayo, y el verano, lluvioso, de mayo a octubre. Hay una diferencia entre los dos océanos: el lado occidental, junto al Pacífico, es más cálido y la estación seca, de diciembre a abril, es más pronunciada, mientras que la vertiente caribeña, al estar expuesta a los vientos alisios del nordeste, recibe lluvias hasta en invierno, por lo que es más húmeda y lluviosa, y el clima puede llamarse ecuatorial.
Las lluvias varían notablemente. En el Caribe, caen entre 2.500 y 6.500 mm al año, pero en las tierras altas del interior y el este caen entre 1.000 y 1.500 mm, y las lluvias son estacionales, de mayo a octubre. En San Juan del Sur, en la costa del Pacífico, caen 1700 mm, con picos de 300 mm en septiembre y 365 mm en octubre, y mínimos de 5 mm en febrero y marzo. Las temperaturas oscilan entre 21 y 31.ºC todo el año. En Managua, junto al lago de su nombre, cerca del Pacífico, caen 1.150 mm, con más de 200 mm en junio, septiembre y octubre, y sin apenas lluvia entre diciembre y abril.
En la costa del mar Caribe, las lluvias aumentan mucho. En Bluefields, en la Región Autónoma de la Costa Caribe Sur, caen 4.050 mm, entre los 665 mm de julio y los 75 mm de abril. Entre mayo y diciembre se superan los 300 mm. Las temperaturas entre 22 y 30.ºC todo el año. En el norte, en Puerto Cabezas, caen 3.058 mm.
El mar, entre 27 y 29.ºC en las dos costas.
Los huracanes pueden llegar por el Caribe de junio a noviembre, pero predominan de agosto a octubre. Destacan el huracán Joan-Miriam, en 1988, y el huracán Mitch, en 1998. Las depresiones tropicales del Pacífico no suelen ser muy intensas.